# 小行星1907
小行星1907（1907 Rudneva）是一颗围绕太阳公转的小行星。1972年9月11日，尼古拉·切爾尼赫在克里米亚发现了此天体。
該小行星以蘇聯領航員葉夫根尼婭·魯德涅娃命名。
这颗小行星的绝对星等为58.94307等。